# Raccolto

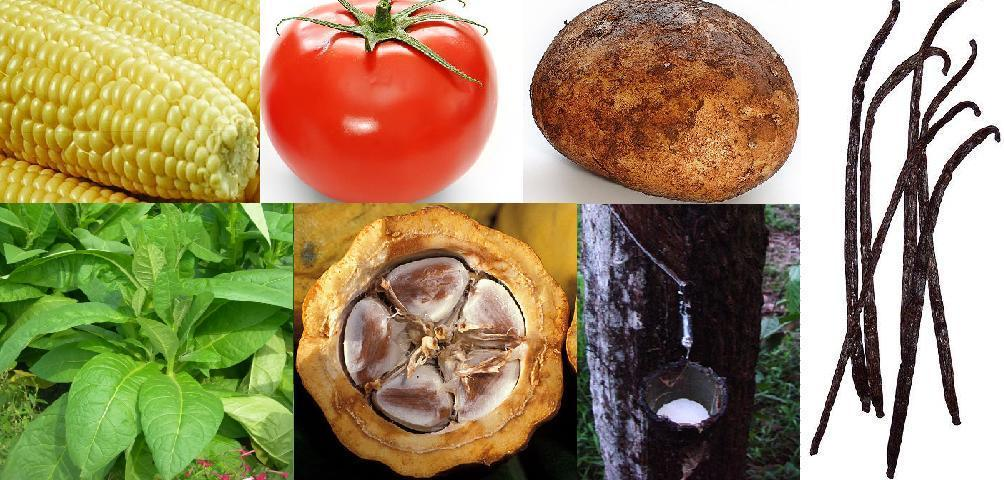
Piante domestiche

Un raccolto è un qualsiasi tipo di prodotto agricolo sottoposto a raccolta durante e dopo una coltura. Il raccolto può essere rappresentato da piante, funghi o alghe utilizzabili per alimentazione, bestiame, mangime, biocombustibile, medicina o altro.
Le principali colture nel mondo, e quindi i principali raccolti, sono canna da zucchero, mais, grano, riso, soia, patate, cotone e altre.